# Tonizm
Tonizm – system numeryczny wiersza, charakteryzujący się występowaniem tej samej liczby zestrojów akcentowych (sylab pod jednym akcentem) w jednym wersie. W wierszu tonicznym może występować przerzutnia, bardzo ważny jest rym w klauzuli. Tonizm może być łączony w wierszu z sylabizmem (tak pisał między innymi Broniewski). W tonizmie najczęściej występują wiersze sześcio- i trzyakcentowe.
W poezji polskiej tonizm pojawił się w Księdze ubogich Kasprowicza, często używa go Kazimiera Iłłakowiczówna.
Wiersz toniczny czteroakcentowy nierymowany, ale aliterowany, był typowy dla literatury staroangielskiej. Na temat wersyfikacji staroangielskiej pisali Jerzy Kuryłowicz i Monika Opalińska. Czteroakcentowiec występuje też w metryce nowoangielskiej. W ten sposób ułożony jest wiersz Roberta Browninga Meeting at night (Spotkanie w nocy).
- The grey sea and the long black land;
- And the yellow half-moon large and low;
- And the startled little waves that leap
- In fiery ringlets from their sleep,
- As I gain the cove with pushing prow,
- And quench its speed i' the slushy sand.

Tonizm występuje również w wersyfikacji rosyjskiej. Wierszem tonicznym jest dolnik.